# 일본의 마음을 소중히 하는 당
일본의 마음을 소중히 하는 당(일본어: 日本のこころを大切にする党 닛폰노코코로오다이세츠니스루토[*]) 또는 일본의 마음(일본어: 日本のこころ)은 일본의 신보수주의 정당이었다. 2014년 이시하라 신타로의 주도로 일본유신회 일부 당원들이 탈당해 결성하였다. 창당 당시에는 차세대당(일본어: 次世代の党)이었으며 2015년에 "일본의 마음을 소중히 하는 당"으로, 2017년 "일본의 마음"으로 당명을 변경하였다.
2014년 제47회 중의원 총선거에서 참패하여 중의원 의석이 19석에서 단 2석으로 폭락했다. 선거 이틀 후 이시하라는 정계 은퇴를 발표했다. 이후 소속 의원들이 자유민주당으로 이적한 끝에 2018년 11월 1일 마지막 당원 나카노 마사시가 자민당으로 당적을 옮기며 해산하였다.

## 같이 보기
- 일본의 신보수주의
- 이시하라 신타로